# Луїс Мунтяну
Луїс Мунтяну (рум. Louis Munteanu, нар. 16 червня 2002, Васлуй, Румунія) — румунський футболіст, нападник клубу ЧФР та національної збірної Румунії.

## Ігрова кар'єра

### Клубна
Луїс Мунтяну є вихованцем столичної Футбольної академії Георге Хаджі. На професійному рівні Мунтяну дебютував 27 жовтня 2019 року у складі «Віїторула». У своєму першому сезоні в клубі футболіст провів 21 матч.
У вересні 2020 року Мунтяну перейшов до італійського клубу «Фіорентина». Де перші два роки грав у Прімавері за молодіжну команду «Фіорентини». В подальшому не маючи можливості пробитися до основного складу, у серпні 2022 року Мунтяну повернувся до Румунії, де на правах оренди приєднався до клубу «Фарул». В першому сезоні нападник забив 10 голів, чим забеспечив чемпіонський титул «Фарулу».
У серпні 2023 року Мунтяну знову був відправлений до «Фарула» в оренду до кінця сезону. В тому сезоні нападник перевершив свої минулі досягнення, забивши за сезон 12 голів і взявши участь у раунді плей-оф Ліги конференцій.
Влітку 2024 року кілька румунських клубів виявили зацікавленість у послугах нападника. 31 липня Мунтяну підписав контракт на чотири роки з клубом Румунської Суперліги — ЧФР. І 4 серпня 2024 року футболіст зіграв першу гру в новій команді.

### Збірна
З 2018 року Луїс Мунтяну виступав за юнацькі та молодіжну збірну Румунії.
12 жовтня 2023 року у матчі кваліфікації до Євро — 2024 проти команди Білорусі Мунтяну дебютував у складі національної збірної Румунії.

## Титули

### Командні досягнення
Фарул
- Чемпіон Румунії: 2022/23

ЧФР Клуж
- Кубка Румунії: 2024/25

### Особисті досягнення
- Найкращий бомбардир чемпіонату Румунії: 2025